# Blas Infante
Blas Infante Pérez de Vargas (né à Casares, dans la province de Malaga en Andalousie le 5 juillet 1885, décédé à Séville le 11 août 1936) est un homme politique, idéologue et écrivain andalou. Il fut le principal soutien du nationalisme andalou.
Il était notaire, historien, anthropologue, musicologue et journaliste, et de plus un grand lecteur et conférencier. Quatorze de ses œuvres ont été éditées et il a écrit plus de 3 000 manuscrits.

## Contact avec la réalité andalouse
Son père, Luis Infante Andrade, titulaire d’une maîtrise de Droit, est secrétaire du Tribunal de Casares, sa mère, Ginesa Pérez de Vargas, est issue d’une famille de cultivateurs de classe moyenne. Il effectue ses études primaires, puis secondaires au Collège des Pères piaristes de Archidona jusqu’en 1899. Il travaille à partir de 1900 comme employé aux écritures du Tribunal de Casares puis en 1904, il s'inscrit en droit à l’Université de Grenade, où il finalise ses études en 1906. Après avoir réussi le concours en 1909, il travaille comme clerc de notaire à Cantillana (Séville) et profite de son travail pour se mettre en contact avec l’environnement intellectuel de Séville, en particulier les membres du cercle de l'Athénée, aux idées politiques régionalistes.
L'observation de l’état des journaliers andalous le laisse fortement impressionné et il écrit : 
« "Yo tengo clavada en la conciencia desde la infancia la visión sombría del jornalero. Yo le he visto pasear su hambre por las calles del pueblo" »
« J’ai, gravée dans ma conscience depuis l’enfance, la vision sombre du journalier. Je l’ai vu promener sa faim par les rues du village ».
L’idéologie politique de Blas Infante, héritier des mouvements républicains et fédéralistes du XIXe siècle, est fondée sur le soutien de l’andalousisme et sur l’existence de différences entre l’Andalousie et les autres régions d’Espagne. Son objectif est de parvenir à la reconstruction de l’Andalousie : 

« Mi nacionalismo, antes que andaluz, es humano. Creo que, por el nacimiento, la naturaleza señala a los soldados de la Vida el lugar en donde han de luchar por ella. Yo quiero trabajar por la Causa del espíritu en Andalucía porque en ella nací. Si en otra parte me encontrare, me esforzaría por esta Causa con igual fervor. »

— Blas Infante (Manuscrito AEE)

« Mon nationalisme, avant qu’andalou, est humain. Je crois que, par la naissance, la Nature signale aux soldats de la Vie le lieu où ils doivent lutter pour elle. Je veux travailler pour la Cause de l’esprit en Andalousie car en elle je suis né. Si je me trouvais dans un autre endroit, je m'efforcerais pour cette Cause avec la même ferveur. »

En 1915 est publiée son œuvre la plus importante, Ideal Andaluz (Idéal andalou) : plusieurs études sur la renaissance de l’Andalousie où il explique sa vision personnelle de l’histoire et du problème andalou.
En 1918 a lieu à Ronda la première assemblée régionaliste andalouse, inspirée par la Constitution fédérale d’Antequera de 1883, qui établit la marche à suivre afin d'obtenir une pleine autonomie pour l'Andalousie. La proposition de Blas Infante de récupérer le drapeau andalou « vert et blanc » et le blason représentant Hercule accompagné des lions, inspiré de celui de Cádiz (ce qu’il appellera « les insignes d’Andalousie ») est alors adoptée. En 1933, il propose un hymne basé sur la mélodie religieuse du chant des moissonneurs de certains villages andalous, Santo Dios (Saint Dieu), qui était chanté au lever et au coucher du soleil. Ce sont actuellement les symboles institutionnels andalous, selon le Statut d'autonomie de l'Andalousie dans ses articles 6.2 et 6.3 : « L’Andalousie a un hymne et un blason propres qui seront adoptés, définitivement, par Loi du Parlement d’Andalousie, en comptant les accords dictés sur ces extrêmes par l’Assemblée de Ronda de 1918 et par la Junta Liberalista de Andalucía en 1933. »
Il conçoit l’idée nationale de l’Andalousie en la comprenant comme nationalité historique, ainsi qu' il l'écrit dans le Manifiesto Andalucista de Córdoba de 1919 - Manifeste de Cordoue du 1er janvier 1919 :

« Sentimos llegar la hora suprema en que habrá que consumarse definitivamente el acabamiento de la vieja España (...). Declarémonos separatistas de este Estado que, con relación a individuos y pueblos, conculca sin freno los fueros de la justicia y del interés y, sobre todo, los sagrados fueros de la Libertad; de este Estado que nos descalifica ante nuestra propia conciencia y ante la conciencia de los Pueblos extranjeros (...). Ya no vale resguardar sus miserables intereses con el escudo de la solidaridad o la unidad, que dicen nacional. »

— Manifiesto de Córdoba

« Nous sentons que nous avons atteint l'heure suprême où l'achèvement de l'ancienne Espagne devra être consommé définitivement (…). Déclarons nous séparatistes de cet État qui, vis-à-vis des individus et des peuples, viole sans vergogne les fueros de justice et d'intérêt et surtout les fueros sacrés de la Liberté ; de cet État que nous disqualifie devant notre propre conscience et devant la conscience des Peuples étrangers (…). Il ne vaut plus la peine de protéger leurs intérêts misérables avec le bouclier de la solidarité ou de l'unité, , qu’ils appellent national. »

— Manifeste de Cordoue
Pendant la Première Guerre mondiale, il est emprisonné pour avoir essayé d'engager l’Espagne dans le conflit, au détriment de la neutralité du pays, en préconisant l'alliance avec la France contre l'Allemagne. Aux élections de 1918, Blas Infante essaye de se présenter dans le secteur électoral de Gaucín, puis une année plus tard dans le même secteur et à Séville, mais il ne sera pas élu du fait de la forte présence du caciquisme.
Il est marié avec Angustias García Parias avec laquelle il aura quatre fils.
Pendant la dictature de Miguel Primo de Rivera, Blas Infante rejette toute collaboration. En représailles, les Centres andalous, fondés par lui en 1916 et éditeurs de la revue Andalucia (Andalousie) comme plate-forme politique du nationalisme andalou dans un système fédéral, sont fermés.
Pendant ces années, il voyagera, notamment au Portugal. En 1924, il se rend au Maroc où il visite la tombe de Motamid, le dernier roi de Séville (cf. son livre publié en 1920) à Agmat. Selon certaines sources, il se serait alors converti à l'islam le 15 septembre 1924 et aurait pris pour nom Ahmad ; les témoins de sa conversion, dans une petite mosquée à Agmat, au Maroc, seraient Omar Doukali et un notable de la tribu des Bani Al-Ahmar, tous deux d'origine morisque,.
En 1928, il voyage en Galice pour rencontrer les idéologues du « galleguismo » et prend part à la revue régionaliste galicienne appelée Nosotros (Nous). En 1930 il donne une conférence politique à la Société Économique d'Amis du Pays à Malaga.

## La période républicaine

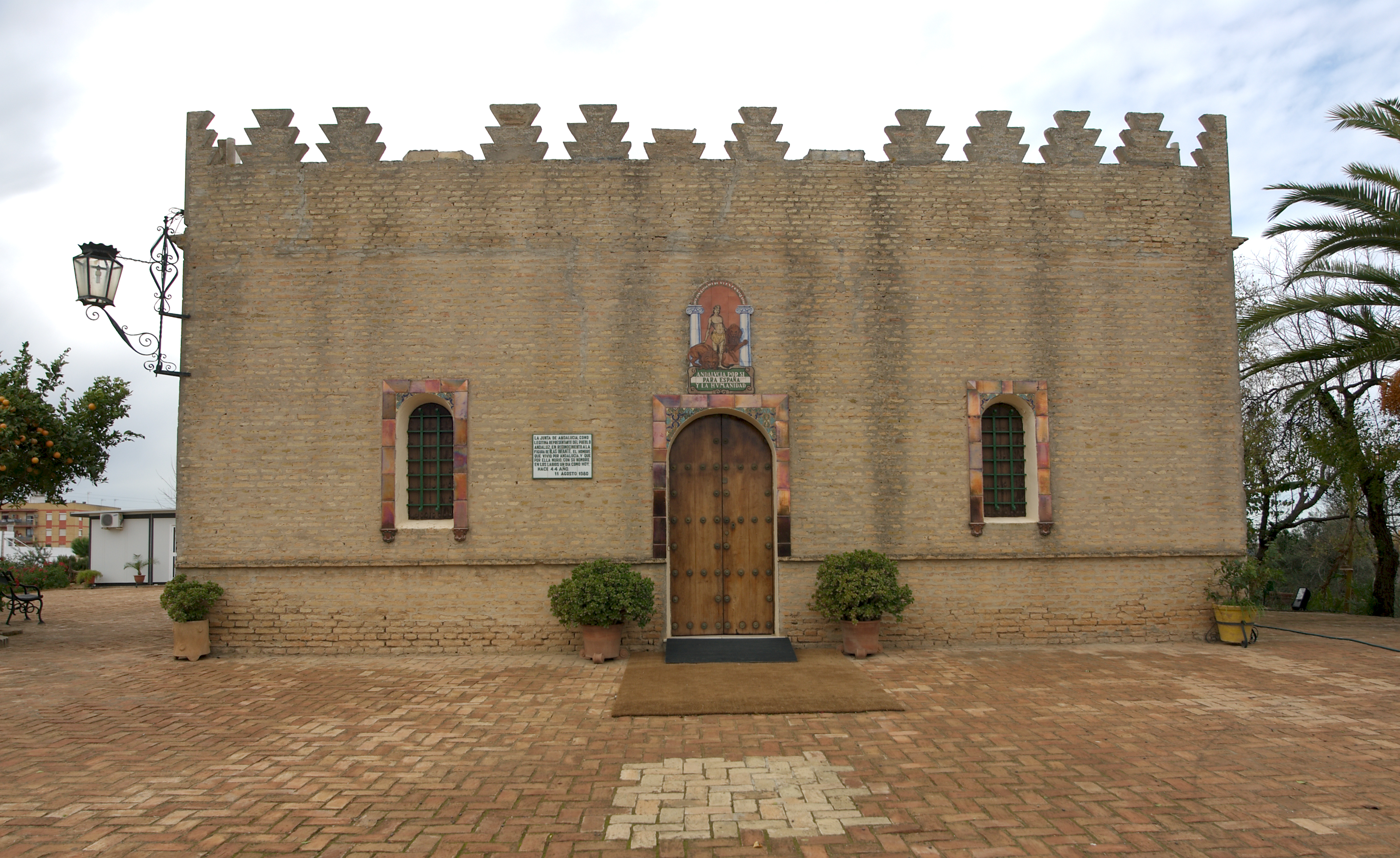
Maison musée de Blas Infante à Coria del Río.

Avec la proclamation de la Seconde République espagnole en 1931, il acquiert une charge notariale à Coria del Río (Séville), où il construit sa maison qu'il appellera Dar al-Farah (Ville Joie) inspirée de l'architecture d'Al-Andalus, en s’occupant personnellement de sa décoration.
Blas Infante préside la Junta Liberalista de Andalucía (es) (JLA) et se présente de nouveau à différentes candidatures sous l'étiquette du « Parti républicain fédéral ». Toutefois, il n'obtient pas de représentation parlementaire. Les points essentiels de sa campagne politique sont : 
- le refus du centralisme et la nécessité du fédéralisme,
- la fin du caciquisme et du système électoral complexe,
- la réforme économique
- la réforme de la justice,
- la liberté de l'enseignement,
- la liberté de mariage, etc.

Ces idées et ce qui est promu dans la JLA auront une grande importance dans la rédaction de l'avant-projet de statut d'autonomie, rédigé en grande partie par Blas Infante lui-même.
En 1931, il écrit le livre La verdad sobre el complot de Tablada y el Estado libre de Andalucía (La vérité sur le complot de Tablada et l'État libre d'Andalousie). Bien qu'il y ait de clairs germes indépendantistes dans l'andalousisme, à défaut d'appui populaire, il s'emploie à modérer le discours et à définir l'État libre d'Andalousie comme « libéré » de toute oppression, de domination et d'injustice, et ainsi de pouvoir décider de son futur, ce dernier devant venir au moyen d'une grande réforme agricole dans une nouvelle Espagne républicaine et fédérale.
Blas Infante se présente à nouveau aux élections de novembre 1933 avec la « Gauche Andalouse Républicaine » à Malaga dans une coalition (partis Radical Socialiste et Gauche Radicale Socialiste), ce qui se termine par un nouvel échec et dans une désillusion remarquable pour Blas Infante. Il défend en de nombreuses occasions l'anarchisme, pour lequel il avait des sympathies et qui était durement réprimé.
Au cours de l'assemblée de Cordoue, en janvier 1933, « l'Avant-projet de Bases pour le Statut d'Autonomie » est approuvé et doit être soumis à référendum, mais celui-ci sera retardé puis paralysé par suite de la Guerre Civile en 1936. Toutefois des études actuelles mettent en évidence que l'Assemblée de Cordoue a été une catastrophe pour l’andalousisme. En effet, la présence de plus de 700 assembléistes des huit provinces de l'actuelle Communauté andalouse était attendue et ils furent seulement deux centaines. La représentation fut inégale : Cordoue et Séville ont apporté 70 % des assembléistes, Malaga n'a pas atteint les 2 %.
Les assemblées de Grenade, de Jaen et d’Almeria avaient préparé un avant-projet pour la Fédération d'Andalousie Orientale et disposaient de l'appui de Huelva qui souhaitait être unie à l'Estrémadure. Quand les assemblées de Séville et de Cordoue ont présenté leur avant-projet, les « orientaux » ont abandonné l’assemblée. L'avant-projet a donc été approuvé sans la participation des assemblées de Jaén, d’Almeria et de Grenade et avec l'abstention de ceux de Malaga.
En 1934, Blas Infante rend visite au président de la Généralité de Catalogne, Lluis Companys, prisonnier avec d'autres membres de son gouvernement dans le pénitencier du Port de Santa María.
Avec l'arrivée au pouvoir du Front populaire, après les élections de 1936, le mouvement politique andalousiste récupère des forces et, pendant l'assemblée de Séville le 5 juillet, Blas Infante est acclamé comme président d'honneur de la future Assemblée Régionale d'Andalousie.
Peu après le coup d’État du général Franco, plusieurs membres de la Phalange l'arrêtent dans sa maison de Coria del Río. Quelques jours après, le 11 août, Infante est fusillé, sans jugement ni sentence, avec deux autres personnes, au kilomètre 4 de la route de Carmona, tandis qu'il criait « Vive l’Andalousie libre ! »
Quatre années après son assassinat, le Tribunal des Responsabilités Politiques, créé après la guerre, le condamne à mort et ses descendants à une amende, dans un document écrit à Séville le 4 mai 1940: «  parce qu'il a fait partie d'une candidature de tendance révolutionnaire dans les élections de 1931 et durant les années successives jusqu'en 1936, il a été signifié comme propagandiste d’un parti andalousiste ou Nationaliste andalou ».

## Œuvres principales
- Ideal andaluz (1915)
- La obra de Costa (1916)

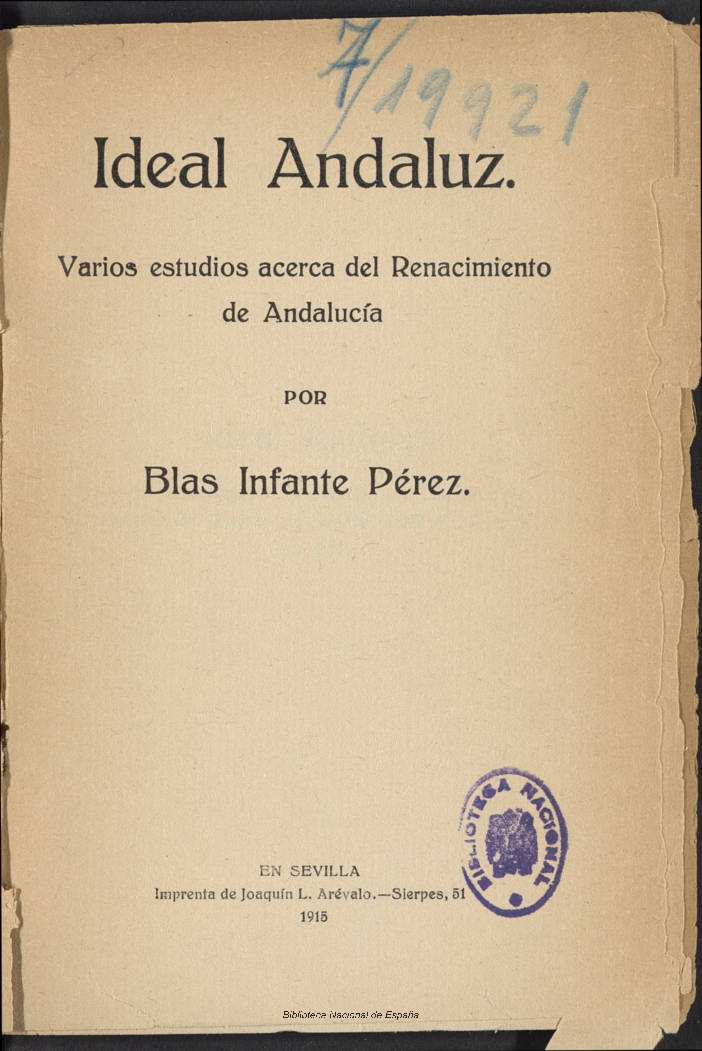
Ideal andaluz (1915).

- La Sociedad de las Naciones (1919)
- Manifiesto Andalucista de Córdoba de 1919
- Motamid, último rey de Sevilla (1920)
- Cuentos de animales (1921)
- La dictadura pedagógica (1921)[7]
- Orígenes de lo flamenco y secreto del cante jondo (1929–1933)
- La verdad sobre el complot de Tablada y el Estado libre de Andalucía (1931)
- Fundamentos de Andalucía
- Almanzor

## Musicologie
Blas Infante dans son livre Orígenes de lo Flamenco y Secreto del Cante Jondo (1929-1933) défendait l'hypothèse que le mot flamenco dérivait des termes arabes felah-menkoub, qui, associés, signifient « paysan errant ». Il reprenait une terminologie déjà proposée à partir du mot fallah, et déclinée aussi en felahikum ou felagmenku. Cependant les flamencologues ont rejeté cette thèse, remarquant que le mot flamenco n'est apparu qu'au XIXe siècle à une époque où l'influence arabe sur la langue espagnole avait disparu.

## Hommage
Le Parlement d'Andalousie approuve à l'unanimité, en 1983, le Préambule pour le Statut d’Autonomie de l'Andalousie, où Blas Infante est reconnu comme « Père de la Patrie Andalouse ».
La Fondation du Centre d'Études Andalouses de la « Junte d'Andalousie » acquiert en 2001 la maison de Blas Infante à Coria del Río pour la transformer en maison musée du patrimoine historique et culturel andalou.
Il lui est rendu hommage chaque année le Jour de l’Andalousie (28 février) et à la date anniversaire de son assassinat le 10 août.